# Tidningen Ridsport
Ridsport är en svensk hästtidning med inriktning på ridsport, avel och hästhållning. Utgivningen startade 1972 av Jan Bohlin och Ole Olsen.
Papperstidningen kommer ut med 21 nummer per år inklusive de större utgåvorna Avelsextra, Sommarextra och Vinterextra.  
Ridsports webbplats är nyhetsledande med hög frekvens av nyheter inom hästbranschen, sport, avel, bevakning av tävlingar, reportage och ett stort arkiv med faktaartiklar om hästhållning så som veterinär, hovar, foder och en massa träningsinspiration. 
Ridsport trycks på Stibo Complete, Vimmerby. Huvudredaktion finns i Trosa. Ett stort antal frilansmedarbetare över hela landet medverkar i tidningen.